# Jolda (Madalena) e Rio Cabrão
Jolda (Madalena) e Rio Cabrão (oficialmente: União das Freguesias de Jolda (Madalena) e Rio Cabrão) é uma freguesia portuguesa do município de Arcos de Valdevez, com 4,23 km² de área e 421 habitantes (censo de 2021). A sua densidade populacional é 99,5 hab./km².

## História
Foi constituída em 2013, no âmbito de uma reforma administrativa nacional, pela agregação das antigas freguesias de Madalena de Jolda e Rio Cabrão com sede em Madalena de Jolda.

## Demografia
A população registada nos censos foi:
| Distribuição da População por Grupos Etários | Distribuição da População por Grupos Etários | Distribuição da População por Grupos Etários | Distribuição da População por Grupos Etários | Distribuição da População por Grupos Etários | Distribuição da População por Grupos Etários |
| -------------------------------------------- | -------------------------------------------- | -------------------------------------------- | -------------------------------------------- | -------------------------------------------- | -------------------------------------------- |
| Antes da agregação                           |                                              |                                              |                                              |                                              |                                              |
| Ano                                          | 0-14 anos                                    | 15-24 anos                                   | 25-64 anos                                   | >= 65 anos                                   | Total                                        |
| 2001                                         | 78                                           | 90                                           | 260                                          | 131                                          | 559                                          |
| 2011                                         | 63                                           | 51                                           | 246                                          | 125                                          | 485                                          |
| Após a agregação                             |                                              |                                              |                                              |                                              |                                              |
| Ano                                          | 0-14 anos                                    | 15-24 anos                                   | 25-64 anos                                   | >= 65 anos                                   | Total                                        |
| 2021                                         | 27                                           | 49                                           | 195                                          | 150                                          | 421                                          |